# Fraxinus stenolepis
Fraxinus stenolepis — вид квіткових рослин з родини маслинових (Oleaceae).

## Поширення
Ендемік Примор'я.